# Funk Island Ecological Reserve
Die Funk Island Ecological Reserve ist ein Naturschutzgebiet auf der Funk Island, wurde 1964 eingerichtet und erhielt 1983 seinen heutigen Status.

## Lage
Das 5,2 km² große Schutzgebiet befindet sich östlich von Fogo Island, 57 km vor der Nordostküste von Neufundland. Es umfasst die etwa 17 ha große Insel Funk Island sowie die umliegenden Gewässer. Funk Island ist eine flache Insel, die aus Granit besteht.

## Fauna
Auf Funk Island befindet sich in den Sommermonaten die größte Brutkolonie der Trottellumme im westlichen Nordatlantik. Sie zählt mehr als eine Million Vögel. Weitere Seevögel, die auf Funk Island brüten, sind Basstölpel, Eissturmvogel, Papageitaucher, Tordalk, Dickschnabellumme, Dreizehenmöwe, Amerikanische Silbermöwe und Mantelmöwe.
Bis Ende des 18. Jahrhunderts bildete Funk Island ein wichtiges Brutgebiet des Riesenalks. Die flugunfähigen Vögel wurden gejagt, ihre Eier entwendet, so dass die Art schließlich ausstarb.